# Shaharah (huyện)
Huyện Shaharah là một huyện thuộc tỉnh Amran, Yemen. Đến thời điểm năm 2003, huyện này có dân số 43738 người

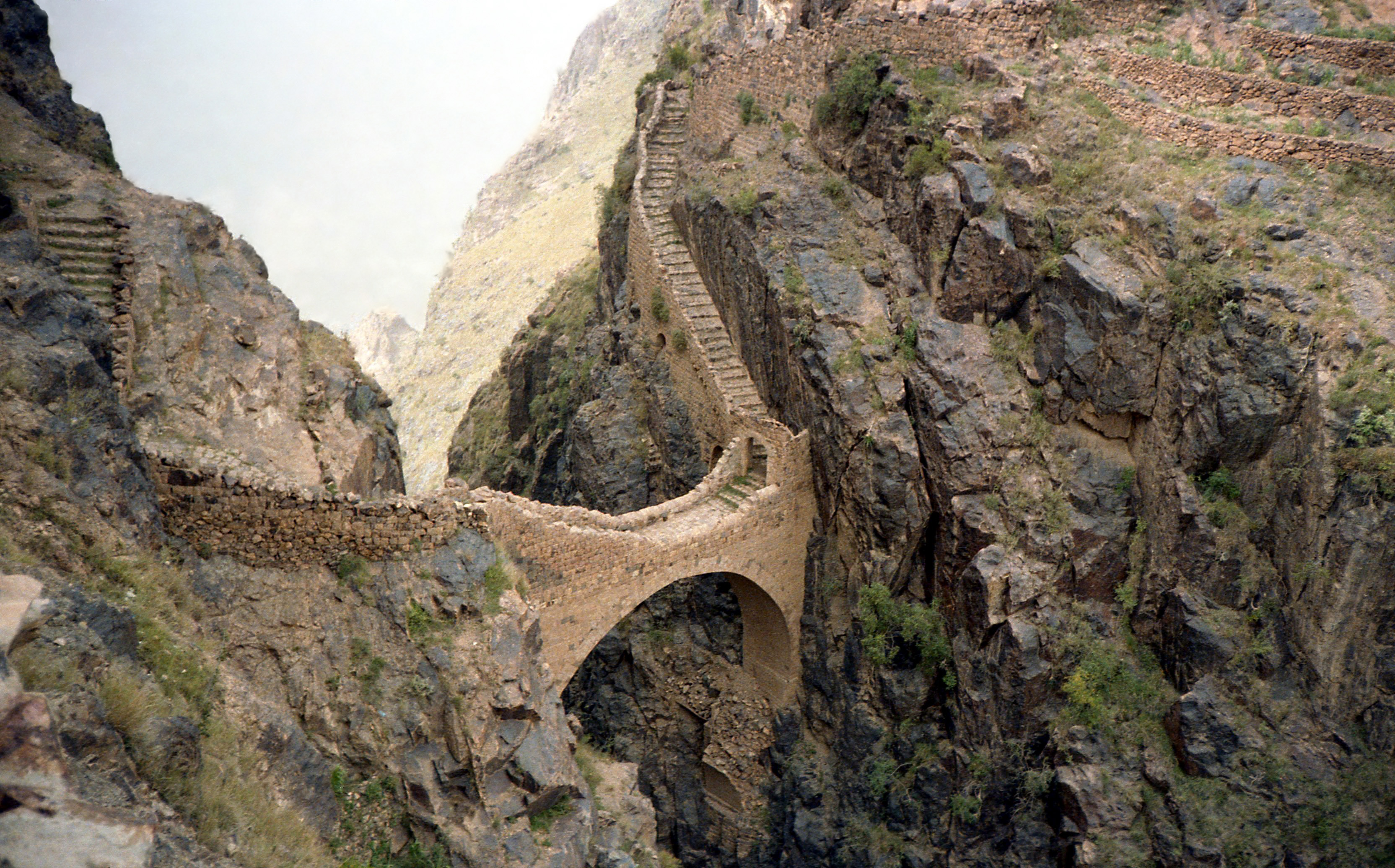
Cầu Shaharah